# Мехди Ахаван Салес
Мехди Ахаван Салес (перс. مهدی اخوان ثالث‎, 1 марта 1929, Мешхед — 26 августа 1990, Тегеран) — известный иранский поэт и ученый в области музыки. Он интересовался изучением оригинальных иранских источников и зороастризмом. Использовал литературный псевдоним М. Омид (М. Умид).
Его стихотворения принадлежат к социальной лирике и иногда изображают события из жизни людей. Они также отличаются эпической мелодичностью, которая сочетает в себе силу и интенсивность поэзии периода Хорасани, но при этом содержит и новые комбинации.
Ахаван Салес был мастером персидской классической поэзии, но также продолжал развивать стиль новой поэзии, в результате чего оставил после себя стихотворное наследие в обоих стилях. Он также был знаком с игрой на Таре и тонами в музыке.

## Происхождение поэта
Его отец, Али, был одним из трех братьев, которые мигрировали из Фахраджа (провинция Йезд) в Мешхед, поэтому они взяли себе фамилию Ахаван Салес в честь своего тройного братства. В 20-летнем возрасте перебрался в Тегеран, где устроился работать в Министерстве культуры и начал писать стихи в жанрах касыды, маснави и газели, 

## Язык и стиль речи
Стилистика
Мастерство Ахавана выражено в эпической поэзии. Он использует эпическую тематику в своих стихотворениях и украшает их метафорами и символами.
По мнению некоторых критиков, образ М. Омида в представлении многих людей закрепился таким образом, что он превратился из поэта в своего рода пророка, и с точки зрения идеологии стихов, которая являлась смесью древней иранской истории и идеи справедливости, его проиранские мысли иногда переходили в более расистскую форму.
Но Ахаван отрицал это мнение и говорил:
«Я смотрю в прошлое и историю Ирана. У меня есть убеждения о справедливости. Все, кто знаком с рифмой, на стороне справедливости. Рифма, как чаши весов, требует справедливости для сохранения баланса… Иногда я кричал от злости».
Поэзия Ахавана в 1950—1960 гг. была художественной надеждой на изменения масли и общества того времени, и многие молодые интеллектуалы и мастера этого периода пришли к новому видению благодаря его произведениям. Салес оказал сильное влияние на современных иранских поэтов.
Творчество Салеса было смешением стиля древней поэзии, стиля новой поэзии Нимы Юшиджа и трагедии его личности, что сделало его произведения особенными, такими, что они сумели оставить след на поэзии, как его современников, так и поэтов следующих поколений.

## Критика
Взгляды Ахавана Салеса, которые очевидны в его стихотворениях, подверглись критике. Надер Эбрахими сказал:
«Ненависть Мехди Ахавана Салеса, а именно его ненависть к арабам — обычная ненависть, перешедшая по наследству, а не динамичный протест мыслей и идей. Он воспринимает арабов такими, какими они были полторы тысячи лет назад, не изменившимися: единая нация без малейших классовых, социальных, национальных, исторических и политических изменений, мерзкая, коррумпированная… Он видит Саддама как Язида из-за его арабского происхождения, а не из-за его колониальных действий». Затем критик отмечает, что «ни один поэт нашего поколения — и, возможно, во всех периодах — не использовал столько оригинальных национальных имен и названий в своих стихах, как Ахаван Салес».

## Политика
Хотя сначала Ахаван Салес и сосредоточился на политике, поддерживая реформы премьер-министра Мохаммеда Мосаддыка, но после свержения того в ходе переворота августа 1953 года он был брошен в тюрьму до 1957 года и ему пришлось на некоторое время оставить политическую деятельность. Социально-политический подтекст приходилось передавать иносказательно, например, в сборнике 1959 года «Конец Шахнаме» они передавались через сюжеты из Фирдоуси. Он также познакомился с Нимой Юшиджем и его великолепной поэзией. Шедевром же Ахавана Салеса является стихотворение «Зима».  
Говорят, что он избегал приближения к официальной власти в той же степени, что и присоединения к революционному движению. Как и другие левые интеллектуалы страны, он приветствовал свержение шаха, но не политику пришедших к власти религиозных фундаменталистов. Сейед Али Хаменеи на встрече с представителями культурной власти страны в 1994 году сказал о Мехди Ахаване Салесе следующее: 
«После революции я связался с ним и попытался убедить его сотрудничать с Исламской Республикой, но Ахаван лишь ответил: „Наш фундамент всегда заключался в нашем господстве, а не во власти Хаменеи“. После этого я бросил трубку, и мы никогда его больше не искали».
В апреле 1990 года Хаменеи на собрании поэтов Мешхеда также говорит:
«Вы не можете сидеть с ним, потому что он всех вас отрицает, вы также не принимаете его всей своей сущностью. Видите, это тупик».
Ахаван после отказа от сотрудничества столкнулся со множеством ограничений и препятствий. По словам Фараджа Саркухи, после своего такого отказа Ахавана избили и сократили пенсию. Хаменеи не упоминал его в пятничной молитвенной проповеди, и Ахаван написал ему ответ на эти действия в стихотворении «Я ничто и еще чуть-чуть».
Мортаза Амири Эсфандаге считает, что это стихотворение не относится к этой теме и продолжает упоминать таких поэтов, как Хакани, Хафиз, Бидиль, Сохраб Сепехри, а также говорить о тяжелых взаимоотношениях Ахавана с Али Хаменеи. Некоторые источники говорят, что с молодых лет он был другом Верховного лидера Ирана Сейеда Али Хаменеи. Согласно свидетельствам, эта дружба сохранилась до конца их жизни. Сейеда Али Хаменеи также говорит, что дружил с Ахаваном Салесом. Информационная служба Хаменеи также опубликовала фотографию рукописного текста Ахавана Салеса в заметках Хаменеи и объявила, что Сейед Али Хаменеи приказал похоронить Ахавана Салеса в мавзолее поэтов у гробницы Фирдоуси в городе Тусе.

## Смерть
Ахаван Салех скончался в Тегеране 26 августа 1990 года, спустя сорок дней после возвращения из Дома культуры в Германии. Он был похоронен в Тусе рядом с Мавзолеем Фирдоуси.